# 五百川峡谷
五百川峡谷（いもがわきょうこく）は、山形県の最上川中上流にある峡谷。白鷹町の荒砥地区から大江町の左沢地区の区間を指し、全長33km（直線で約22km）に亘る（国土地理院「電子国土Web」黒滝橋（白鷹町）から簗瀬橋（大江町・寒河江市）まで）。

## 概要
最上川の急流が、白鷹山火山性堆積岩および岩石山地を浸食して形成した峡谷であり、朝日山地と白鷹丘陵を東西に分断する。水面標高差は76.7ｍ（黒滝橋－簗瀬橋間）である。峡谷沿いの街道は米沢盆地と山形盆地中部を結ぶ街道であり、室町時代に伊達氏が置賜郡に入ると、山形盆地南部に勢力を張る最上氏を避けて、峡谷出口を支配する寒河江氏と争った。
最上川は古くから急流（日本三大急流の一つ）にも数えられ、日本海と内陸部を結ぶ交通手段としても欠かせないものであった。江戸時代酒田と内陸部を結ぶために米沢藩は難所であった峡谷全体を掘削し、日本最長といわれるその舟道遺構が峡谷全体に残っている。この開鑿によって米沢から酒田までの水運が整備され、流通経済が出羽でも更に発達していった。
昭和37年（1962年）最上川本流唯一のダムである上郷ダムが完成した。
この流域では鮎の生育がよく、昭和40年ころまで瀬を利用した簗漁が盛んにおこなわれた。道の駅白鷹ヤナ公園では現在も利用される簗を見ることができる。

## 流域の観光地・景勝地
- 道の駅白鷹ヤナ公園（白鷹町）
- つぶて石（白鷹町）
- 大平橋（白鷹町・朝日町）
- 白鷹温泉（白鷹町）
- 明鏡橋〔最上川ビューポイント〕（朝日町）
- 舟道遺構（朝日町）
- 上郷ダム（朝日町）
- 佐竹家住宅〔重要文化財〕（朝日町）
- カヌーランド（朝日町）
- 朝日町ワイン城（朝日町）
- りんご温泉（朝日町）
- 五百川温泉（朝日町）
- おしんロケ地（朝日町・大江町）
- 道の駅おおえ（大江町）
- 楯山公園〔最上川ビューポイント〕（大江町）
- 旧最上橋（大江町）
- 最上川の流通・往来及び左沢町場の景観〔重要文化的景観〕（大江町）
- 水郷大江花火大会（大江町）